# Поренут
Поренут је словенско божанство поштовано на острву Рујну (Риген). На југу острва, у Кореници, налазио се храм тог божанства са чудним култним идолом, с четири лица на глави и једним лицем на прсима.